# Vranov (ort i Brno-venkov)
Vranov är en ort i Tjeckien.   Den ligger i regionen Södra Mähren, i den östra delen av landet, 180 km sydost om huvudstaden Prag. Vranov ligger 466 meter över havet och antalet invånare är 611.
Terrängen runt Vranov är huvudsakligen kuperad, men åt sydväst är den platt. Vranov ligger uppe på en höjd. Runt Vranov är det mycket tätbefolkat, med 1 411 invånare per kvadratkilometer. Närmaste större samhälle är Brno, 12,7 km söder om Vranov. I omgivningarna runt Vranov växer i huvudsak blandskog.